# Karl von Kirchbach
Hans Friedrich Karl von Kirchbach (* 22. Juli 1847 in Auerbach/Vogtl.; † 15. Januar 1929 in Dresden) war ein königlich sächsischer Offizier und Verwaltungsbeamter, der insbesondere als Generaldirektor der Königlich Sächsischen Staatseisenbahnen von 1899 bis 1910 sowie als Domdechant in Meißen Bedeutung erlangte.

## Leben und Wirken
Karl von Kirchbach entstammte dem sächsischen Adelsgeschlecht Kirchbach und war der älteste Sohn der zweiten Ehe seines Vaters, des Oberlandforstmeisters Carl von Kirchbach (1799–1893), königlich sächsischer Geheimer Finanzrat und Kammerherr, und dessen Ehefrau Josephine von Kirchbach geb. von Bodenhausen (1825–1898). Kirchbach besuchte wie sein jüngerer Bruder Hans von Kirchbach die höhere Privatschule in Auerbach.
Nachdem er zuerst eine militärische Laufbahn eingeschlagen und es bis zum Hauptmann der Reserve gebracht hatte, ging er nach seinem Ausscheiden aus der Armee in den sächsischen Staatsdienst. Im Jahr 1885 wurde Karl von Kirchbach Finanzrat bei der Generaldirektion der Staatseisenbahnen. Nach dem Ausscheiden seines Vorgängers Ewald Alexander Hoffmann war er ab dem 2. Januar 1899 Generaldirektor der Königlich Sächsischen Staatseisenbahnen. Er reformierte in seiner Amtszeit gleich zweimal die Struktur der Generaldirektion. War diese vorher noch in Abteilungen, Verwaltungen und Inspektionen unterteilt, wurde sie ab 1899 in Abteilungen, Technische Büros und Verwaltungsstellen untergliedert. In der 1909 erfolgten zweiten Umstrukturierung wurden nun Bezeichnungen wie Direktion und Amt gebräuchlich. Die oberste Position der Behörde, seine eigene Funktion, wurde umbenannt in Präsident der Königlichen Generaldirektion der Sächsischen Staatseisenbahnen. Ihm unterstanden im Jahr 1910:
- 6 Betriebsdirektionen (Chemnitz, Dresden-Altstadt, Dresden-Neustadt, Leipzig I, Leipzig II und Zwickau), verantwortlich für Stationen und Güterabfertigungen, Bauämter, Bahnmeistereien und Holztränkstellen (Schwellen-Imprägnierwerke),
- 5 Maschinenämter (Chemnitz, Dresden-Altstadt, Dresden-Neustadt, Leipzig-Ost und Zwickau) zur Überwachung der Bahnbetriebswerke,
- 4 Werkstättenämter zur Überwachung der Haupt- und Nebenwerkstätten,
- 3 Elektrotechnische Ämter, zuständig für die Einrichtung, Beaufsichtigung und Unterhaltung der Telegrafen-, Fernsprech-, Signal- und Sicherungsanlagen sowie der elektrischen Beleuchtungs- und Kraftanlagen,
- 22 Neubauämter, zuständig für die unmittelbare Leitung von Neubauten.[2]

Wie bereits unter seinen Vorgängern, erreichte das sächsische Eisenbahnnetz unter Karl von Kirchbach bis 1910 eine weitere beträchtliche Ausdehnung. Die Betriebslänge stieg auf 3326 Kilometer. Die Staatseisenbahnen hatten über 1500 Lokomotiven im Bestand und beförderten 1910 über 100 Millionen Personen und über 35 Millionen Gütertonnen. Die Bedingungen für Baukantinen bei Staatseisenbahnbauten, 1901 von Karl von Kirchbach erlassen, sind eine der Bestimmungen, die der Nachwelt überliefert sind.
Mit Wirkung vom 30. September 1910 schied Karl von Kirchbach aus der Generaldirektion aus und ging in den folgenden Jahren in die Politik. Sein Nachfolger im Amt des Präsidenten der Generaldirektion war ab dem 1. Oktober 1910 Richard Ulbricht, zuvor Professor an der Technischen Hochschule Dresden. Von 1911 bis 1918 war Kirchbach als Vertreter des Hochstifts Meißen Abgeordneter der 1. Kammer des Sächsischen Landtags im Zeitraum vom 34. bis zum 37. ordentlichen Landtag.
Nach dem Tod seines Halbbruders Hugo von Kirchbach (1833–1914) war Karl ab 1915 außerdem 1. Vorsitzender des Kirchbach’schen Familienverbands. Den Vorstand legte er 1928, wenige Monate vor seinem Tod, nieder.
Sein Grab liegt auf dem Trinitatisfriedhof in Dresden-Johannstadt.

## Familie
Karl von Kirchbach heiratete am 20. Mai 1882 in Leipzig Agnes Henriette von Tschirschky und Boegendorff (1856–1938), eine Tochter von Adolf Leopold von Tschirschky und Boegendorff (1828–1893; königlich sächsischer Generalleutnant à la suite des Schützen-Füsilier-Regiments Nr. 108) und dessen erster Ehefrau Helene Luise Wilhelmine von Tschirschky und Boegendorff von Heynitz (1832–1862), die eine Nichte des ersten Generaldirektors der Königlich Sächsischen Staatseisenbahnen, Otto von Tschirschky und Boegendorff (1818–1903) war. Karls zweiter Sohn, Arndt von Kirchbach (1885–1963), heiratete in zweiter Ehe Esther Gräfin zu Münster, geborene von Carlowitz (1894–1946).